# Parque natural nacional de los Bosques de Homilsha
Parque natural nacional de los Bosques de Homilsha (en ucraniano: Національний природний парк «Гомільша́нські ліси») es un parque nacional de Ucrania que cubre los bosques situados en el valle del río Donets. El sitio ha sido un área protegida durante mucho tiempo, desde que Pedro el Grande designó el territorio local como un «bosque de barcos protegido» con el propósito de proteger una fuente primordial de madera para construir barcos. El sitio también tiene un alto valor ecológico como tierra de estepa forestal. Administrativamente, el parque está situado en el distrito administrativo (raión) de Chuhuiv del óblast de Járkov, a unos 50 kilómetros al sur de la capital regional de Járkov.

## Topografía
El parque está compuesto por una serie de áreas protegidas y recreativas a lo largo de ambas orillas del curso medio del río Donets y el río Gomolshy. La orilla derecha del río está formada por las estribaciones montañosas de las Tierras Altas de la Rusia Media, que se extienden hasta 100 metros sobre el río. La orilla izquierda es generalmente una llanura plana de la llanura de Europa del Este. Dentro de la superficie del parque se encuentran numerosos sitios arqueológicos y monumentos de importancia histórica de todas las épocas de la historia de Ucrania, desde la Edad del Bronce (segundo milenio antes de Cristo) hasta la época de la Rus de Kiev.

## Clima y ecoregión

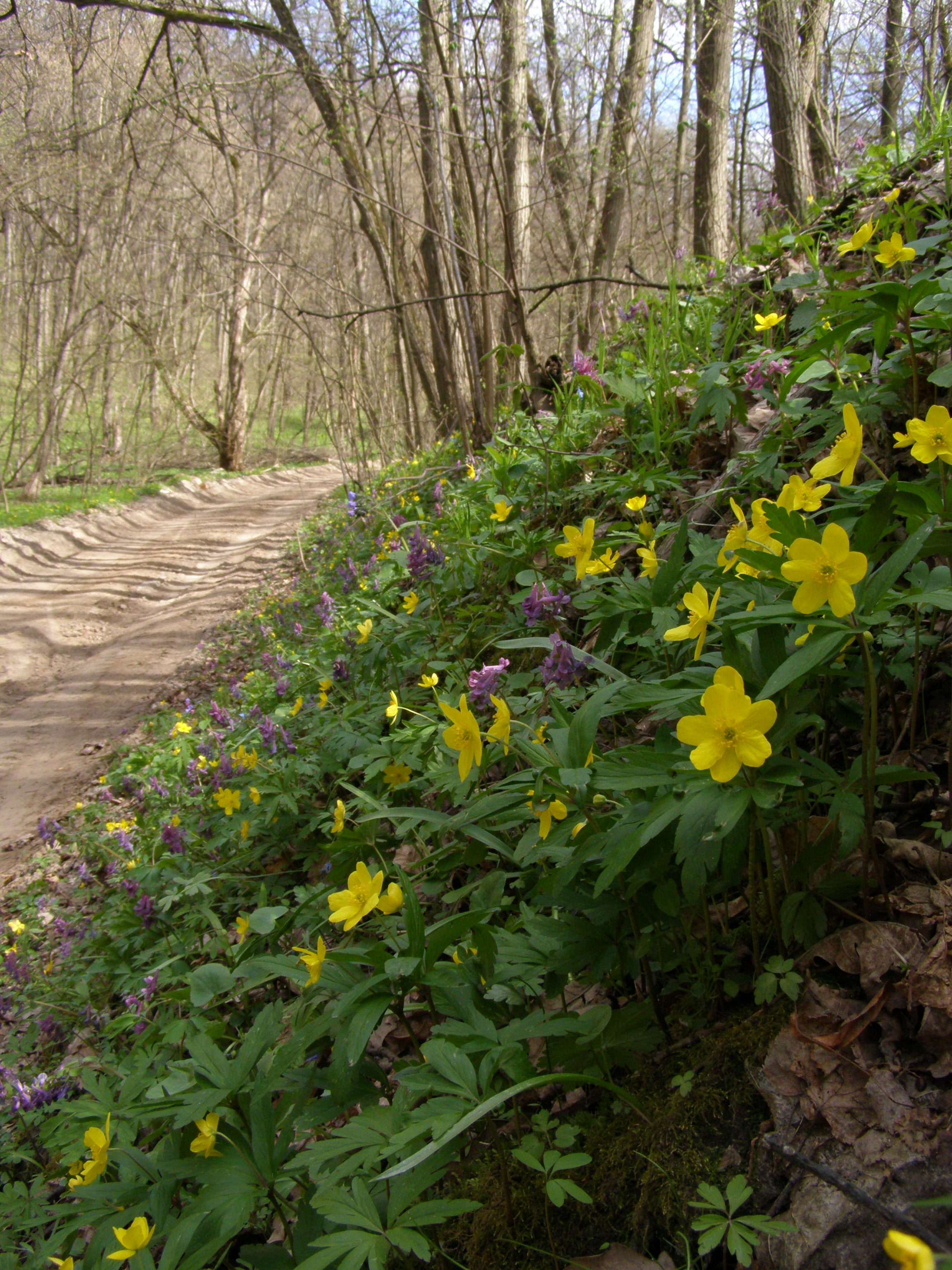
Flores de primavera a lo largo de una ruta de excursión en el parque

La designación climática oficial para el área del parque es Clima continental húmedo, con veranos cálidos (clasificación climática de Köppen (Dfb)). Este clima se caracteriza por grandes oscilaciones de temperatura, tanto diurnas como estacionales, con veranos suaves e inviernos fríos y nevados. La precipitación en la región general tiene un promedio de 450 mm/año. La temperatura media en agosto es de 21,5 °C (70,7 °F).
los Bosques de Homilsha se encuentran en la zona de transición entre la ecorregión de los bosques esteparios de Europa oriental (en el norte) y la ecorregión de la estepa póntica (en el sur).

## Flora y fauna
El terreno es de colinas y barrancos, con bosques de arces, fresnos y robles en las laderas de la margen derecha y pinares en las terrazas arenosas de la margen izquierda. Las áreas boscosas están bordeadas por prados húmedos y secos, con numerosos lagos pequeños. 500 hectáreas del bosque tienen entre 130 y 150 años, con algunos robles de entre 200 y 300 años. Hay 850 especies de plantas superiores que se han registrado en el parque, con 138 de ellas catalogadas como raras. En los lagos y arroyos se encuentran 50 especies de peces, 153 especies de aves y 53 especies de mamíferos.

## Uso público
Hay cinco rutas de senderismo principales y excursiones guiadas disponibles. Rutas de senderismo más cortas dan acceso a monumentos históricos y culturales. La administración del parque patrocina programas educativos, así como proyectos científicos y de investigación. Hay alojamiento en puntos marcados a lo largo del río a través del parque. Se permite practicar la natación en algunas áreas designadas específicamente para ello.